# Campionati svedesi di ski cross 2018
I Campionati svedesi di ski cross 2018 si sono svolti a Skellefteå il 24 marzo. Il programma ha incluso sia la gara femminile che la gara maschile. 
Trattandosi di competizioni valide anche ai fini del punteggio FIS, vi hanno partecipato anche sciatori di altre federazioni, senza che questo consentisse loro di concorrere al titolo nazionale svedese.

## Risultati

### Uomini
| Pos. | Atleta                 | Nazione   |
| ---- | ---------------------- | --------- |
| 1    | Victor Oehling Norberg | Svezia    |
| 2    | Victor Sticko          | Svezia    |
| 3    | Oskar Svels            | Finlandia |
| 4    | David Mobaerg          | Svezia    |
| 5    | Erik Mobaerg           | Svezia    |

### Donne
| Pos. | Atleta          | Nazione |
| ---- | --------------- | ------- |
| 1    | Sandra Naeslund | Svezia  |
| 2    | Lisa Andersson  | Svezia  |
| 3    | Linnea Mobaerg  | Svezia  |
| 4    | Julia Zeitz     | Svezia  |
| 5    | Emilia Lind     | Svezia  |